# Micropora similis
Micropora similis är en mossdjursart som beskrevs av Hayward och Cook 1983. Micropora similis ingår i släktet Micropora och familjen Microporidae. Inga underarter finns listade i Catalogue of Life.